# Шебат, Валид
Валид Шебат (Шоебат) (араб.  وليد شعيبات‎ Walid Shoebat) — гражданин США, автор книг и общественный деятель. Согласно его заявлению, «Валид Шебат» — вымышленное имя.
Вокруг его прошлого существуют разногласия. По собственному утверждению, Шебат — бывший палестинский террорист и член ООП, разочаровавшийся в исламе и палестинском национализме. При этом в ряде публикаций правдивость рассказов Шебата о своей жизни, включая его былую принадлежность к террористическим организациям, ставится под сомнение.

## Биография
Валид Шебат родился в Вифлееме. Согласно предоставленной Шебатом информации, как и многие палестинские мальчики, он бросал в израильских солдат камни и бутылки с «коктейлем Молотова», после чего 15-летним попал в тюрьму, где был завербован активистами ООП. Выйдя из тюрьмы, по его рассказу, он получил первое «ответственное задание»: подложить буханку хлеба, начиненную взрывчаткой, в вифлеемское отделение израильского банка «Леуми», но плохо справился с заданием, опасаясь навредить арабским детям, игравшим поблизости, и забросил взрывное устройство на крышу, из-за чего ущерб от взрыва оказался незначительным. По собственному свидетельству, участвовал в попытке линчевания израильского солдата. В 18 лет родители отправили его на учёбу в США, где, с его слов, он продолжал работать на ООП, вербовал боевиков для войны в Ливане и возглавлял палестинскую студенческую организацию в Чикаго, но в 1993-м году женился на христианке, убедившей его отказаться не только от экстремистских воззрений, но и от ислама, и он перешёл в христианство.

## Общественная деятельность
После террористического акта 11 сентября 2001 года Шебат стал известен как яростный обвинитель исламизма и страстный сторонник Государства Израиль. О нём часто упоминали и приглашали для интервью ведущие мировые СМИ. Также его приглашали как свидетеля-эксперта в широко известные документальные фильмы об исламизме.
Шебат проводил параллель между исламизмом и нацизмом и критиковал ООН за крайне пропалестинскую позицию. Как выразился Шебат, «Мир допускает террор против Израиля, даже Америка применяет двойные стандарты, когда дело касается террора против Израиля и террора против США <…> Если палестинское руководство продолжит поддерживать террор, оно не может ожидать, что Израиль будет говорить о мире или будет чрезмерно озабочен всеми „гражданскими правами“ палестинцев. Когда палестинское руководство окончательно и полностью признает существование Израиля и пожелает создать демократическое государство, основанное на равных правах для евреев, христиан, женщин, свободной прессе и всех ценностях западной цивилизованной демократии, тогда и только тогда можно будет достичь мира».

## Критика
Ряд критиков поставили под сомнение правдивость рассказов Шебата о своей жизни. Так, заявление Шебата о том, что он использовал взрывное устройство против здания банка Леуми в Вифлееме, был оспорено членами его семьи, всё ещё проживавшими в этом районе. Сам банк заявлял, что не имеет никаких данных о том, что такое нападение когда-либо имело место. Согласно данным The Jerusalem Post, родственники Шебата были озадачены его заявлением, что «Валид Шебат» — это вымышленное имя. В рассказах Шебата были замечены и другие противоречия.
Журналисты обращали внимание на тот факт, что, публично выступая и представляясь раскаявшимся террористом и бывшим мусульманином, перешедшим в христианство, Шебат зарабатывал много тысяч долларов (так, за одну из лекций он и ещё 2 человека из его группы получили от частных спонсоров 13 000 долларов). Отмечался непрозрачный характер сбора Шебатом пожертвований через его сайт: деньги, которые переводили жертвователи, попадали на счет коммерческой фирмы (вероятно, подставной) и растрачивались безотчётно.